# Río Kótorosl
El río Kótorosl (del ruso: Ко́торосль) es un río del óblast de Yaroslavl, en Rusia. Es un afluente por la derecha del Volga. Tiene una longitud de 132 km, una cuenca hidrográfica de 5.500 km². El caudal medio del río en Gavrílov-Yam es de 30 m³/s. Los afluentes más importantes del río son el Pájma (izquierdo) y el Lajost (derecha). El río pasa por las ciudades de Gavrílov-Yam y Yaroslavl, donde desemboca en el Volga.

## Controversia sobre la fuente

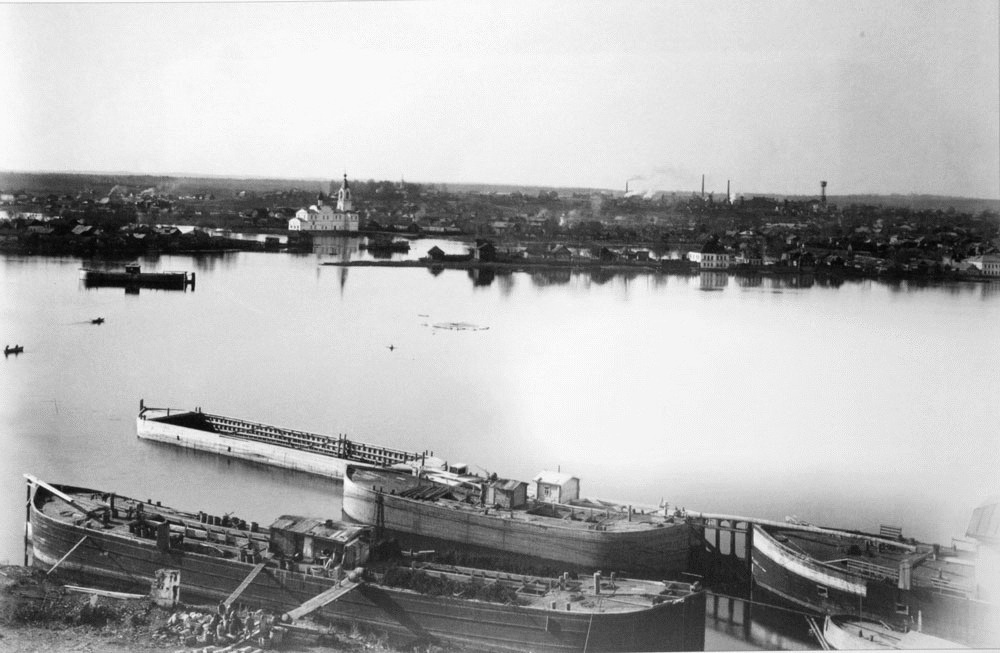
Crecida del río en 1920 en Yaroslavl.

El Kótorosl se forma de la fusión de dos ríos, el Ustie y el Vioksa. Este último es la salida del lago Nero, cerca de Rostov. Esta división entre el Ustie y el Kótorosl está vinculada a causas históricas. En tiempos antiguos el río era navegable, por él navegaban los varegos de camino a Sarskoye Gorodishche y Timeriovo.
La etimología de la palabra Kótorosl es desconocida exactamente. Hasta el siglo XX era conocido como Kotorost. La opción más probable es como derivación del verbo eslavo antiguo «котораться» (tr.:"Kotoratsia", discutir), supuestamente en relación con la disputa sobre cual debe considerarse el inicio del río. Otra teoría, aclara el origen del hidrónimo como proveniente del idioma finoúgrio de los pobladores meria, que habitaban esta zona, y significaría "río rico en meandros".

## Curso

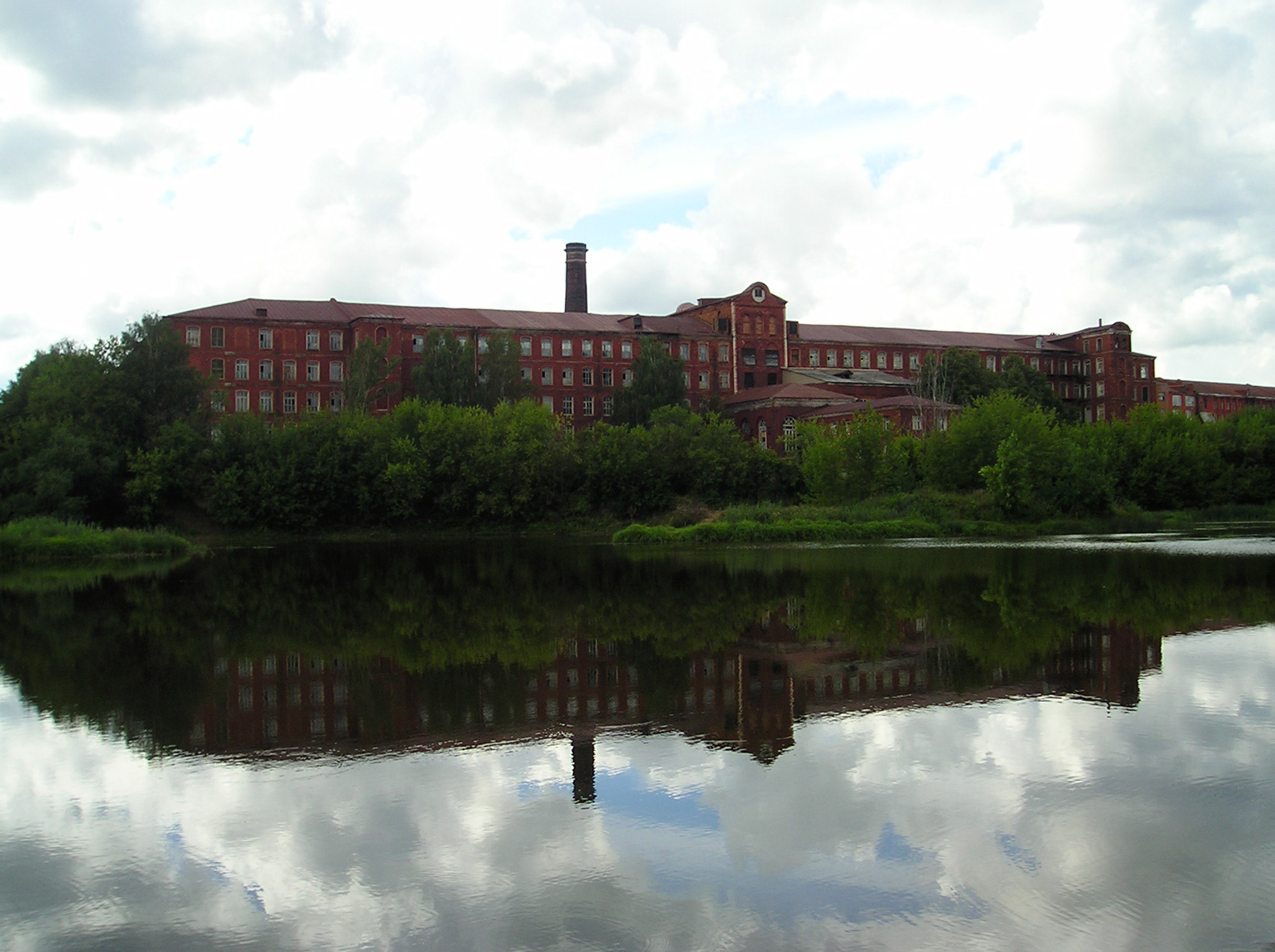
Molino de algodón de Yaroslavl.

En su curso superior, el Kótorosl tiene una anchura de unos 30 metros, siendo tortuoso y de corriente débil. Por debajo de Gavrílov-Yam, el río discurre por un valle profundo, prácticamente en línea recta, por un paisaje en el que se alternan las zonas pobladas y densos bosques. Corre luego por la depresión de Yaroslavl-Kostromá, aumentando su anchura a los 60 m de media y creando grandes meandros en forma de herradura hasta la desembocadura en Yaroslavl.
Entre abril y mayo el río tiene fuertes crecidas, llegando a alcanzar el kilómetro de anchura. En su orilla, en los suburbios de Yaroslavl, se encuentran multitud de sanatorios, casas de reposo y de campo. Así mismo, en su orilla, a su paso por esa ciudad se encuentra multitud de iglesias y monasterios. Es popular entre los amantes del turismo acuático.